# Fähre nach Hongkong
Fähre nach Hongkong (Originaltitel: Ferry to Hong Kong) ist ein britischer Film von Regisseur Lewis Gilbert aus dem Jahre 1959.

## Handlung
Der Deutsche Mark Conrad treibt sich in einer Bar in Hongkong herum und verwickelt sich in eine Schlägerei. Daraufhin wird er ausgewiesen und muss mit einer Fähre nach Macau fahren. Der Kapitän, Captain Hart, nimmt ihn nur widerwillig auf, da Conrads äußeres Erscheinungsbild nicht seinen Wünschen entspricht. Obwohl Hart ihn unter Deck verbannt, freundet Conrad sich spontan mit einer Gruppe chinesischer Kinder sowie mit dem Maschinisten Joe Skinner an. In Macau wird ihm trotz gültigen Visums die Einreise verweigert, er muss wieder zurück nach Hongkong fahren. Nachdem er auch dort nicht mehr an Land gehen darf, ist er dazu verdammt, für unbestimmte Zeit auf der Fähre zu pendeln. Der Kapitän ist darüber erbost und fordert Conrad zu einem entscheidenden Kartenspiel auf. Conrad gewinnt, weil Hart versucht hat zu betrügen, und so darf er an Deck bleiben.
Conrad lernt die Betreuerin der Kindergruppe, Liz, näher kennen und lädt sie zu einem kargen Dinner ein. An einem Abend verlassen sie illegal in Hongkong das Schiff und tingeln durch die Bars. Als Hart sie aufspürt, kann sich Conrad nur knapp auf das Schiff retten, wo er vor der britischen Rechtsprechung sicher ist. Wieder auf See, kommen Warnungen herein, dass ein Taifun aufkommen könnte. Doch zuvor entdeckt die Besatzung eine brennende Dschunke. Captain Hart weigert sich zunächst, die Schiffbrüchigen aufzunehmen, doch von einem Pastor lässt er sich schließlich überreden. Nachdem die Schiffbrüchigen gerettet worden sind, wird bekannt, dass die Dschunke Schwarzpulver geladen hat. Zur Flucht ist es zu spät, die Fähre wird von der Detonation stark mitgenommen. Auch dem aufkommenden Taifun kann das Schiff nicht mehr entkommen. In scheinbar auswegloser Situation übernimmt Conrad das Steuer und navigiert das Schiff aus der Gefahrenzone heraus. Liz ist von seiner Tat angetan und die beiden küssen einander.
Als Nächstes entern Piraten das Schiff, fesseln den Kapitän und wollen für die Kinder Lösegeld erpressen. Doch Conrad und die anderen Männer schlagen sie in die Flucht, kurz bevor das bereits beschädigte Schiff sinkt.

## Kritiken
Howard Thompson zeigte sich in der New York Times am 27. April 1961 enttäuscht und hob vor allem Orson Welles negativ heraus: „Fähre nach Hongkong empfehlen wir nur den krankhaft Neugierigen, die Orson Welles in seiner schlechtesten Rolle, und zwar aller Zeiten, sehen wollen.“ Curd Jürgens spiele eine „undankbare Rolle“ und der Film könne die exotische Atmosphäre Hongkongs nicht einfangen. Mit dem Abstand einiger Jahrzehnte urteilte das Lexikon des Internationalen Films freundlicher, aber nicht begeistert: „Eine durchschnittliche Abenteuergeschichte, für Curd Jürgens gezimmert. (...) Dazwischen farbenprächtige Hafen- und Landschaftsbilder.“